# Luvuei
Luvuei ist eine Ortschaft im Osten Angolas.

## Verwaltung
Luvuei ist Sitz einer gleichnamigen Gemeinde (Comuna) im Landkreis (Município) von Bundas, in der Provinz Moxico. Die Gemeinde hat 3978 Einwohner (hochgerechnete Schätzung 2013). Die Volkszählung 2014 soll fortan für gesicherte Bevölkerungszahlen sorgen.